# 阿尔博尼耶尔
阿尔博尼耶尔（法語：Harbonnières，法語發音：[aʁbɔnjɛʁ]）是法国上法蘭西大區索姆省的一个市镇，属于蒙迪迪耶区。

## 地理
阿尔博尼耶尔（49°50'56"N, 2°40'11"E）面积15.37 平方千米，位于法国上法蘭西大區索姆省，该省份为法国北部沿海省份，北起加来海峡省和北部省，西接滨海塞纳省和大西洋英吉利海峡，南至瓦兹省，东临埃纳省。
与阿尔博尼耶尔接壤的市镇（或旧市镇、城区）包括：普鲁瓦亚尔、巴永维莱尔、凯村、弗拉梅维尔-赖讷库尔、吉约库尔、莫尔库尔、桑泰尔地区罗西耶尔、沃维莱尔。

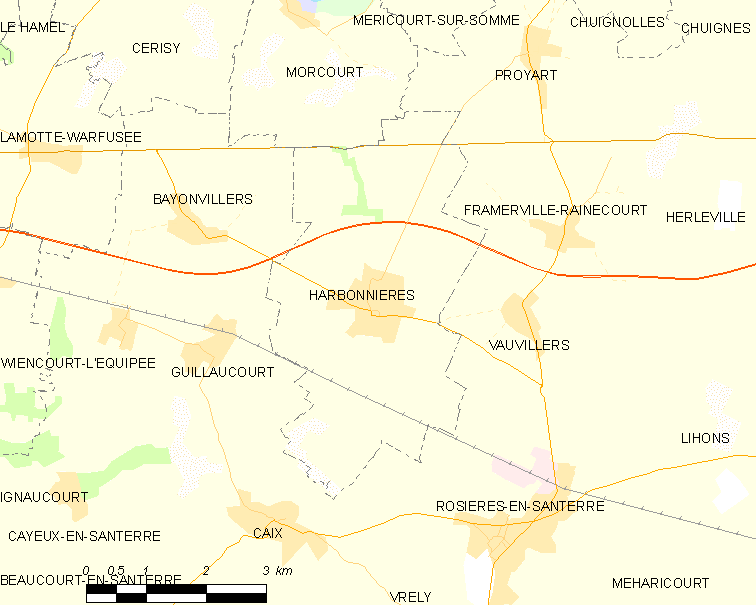
阿尔博尼耶尔的OSM定位图

阿尔博尼耶尔的时区为UTC+01:00、UTC+02:00（夏令时）。

## 行政
阿尔博尼耶尔的邮政编码为80131，INSEE市镇编码为80417。

## 政治
阿尔博尼耶尔所属的省级选区为莫勒伊县。

## 人口

1962-2008年间阿尔博尼耶尔人口变化图示

阿尔博尼耶尔于2022年1月1日时的人口数量为1640人。